# Беллок (Атлантические Пиренеи)
Белло́к (фр. Bellocq) — коммуна во Франции, находится в регионе Аквитания. Департамент — Атлантические Пиренеи. Входит в состав кантона Ортез и Тер-де-Гав и дю Сель. Округ коммуны — По.
Код INSEE коммуны — 64108.

## География

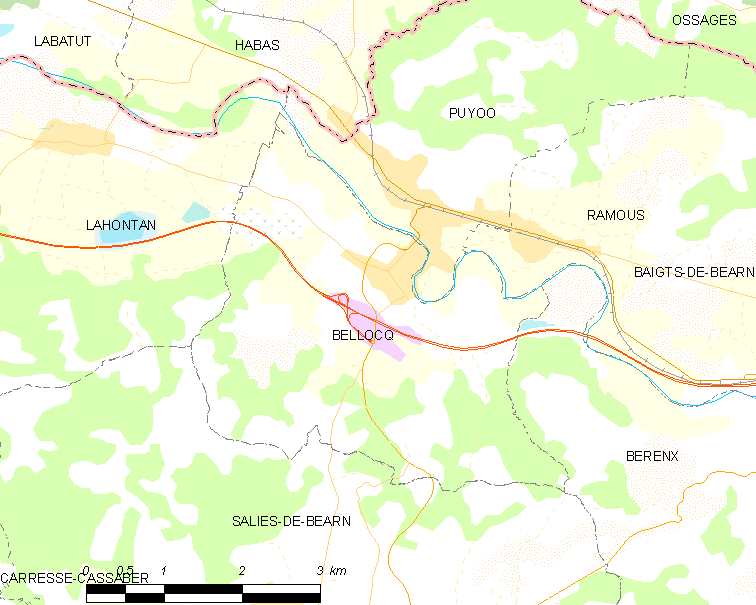
Карта коммуны

Коммуна расположена приблизительно в 650 км к югу от Парижа, в 150 км южнее Бордо, в 55 км к северо-западу от По.
На севере коммуны протекает река Гав-де-По.

### Климат
Климат тёплый океанический. Зима мягкая, средняя температура января — от +5°С до +13°С, температуры ниже −10 °C бывают редко. Снег выпадает около 15 дней в году с ноября по апрель. Максимальная температура летом порядка 20-30 °C, выше 35 °C бывает очень редко. Количество осадков высокое, порядка 1100 мм в год. Характерна безветренная погода, сильные ветры очень редки.

## Население
Население коммуны на 2010 год составляло 895 человек.
| 1962 | 1968 | 1975 | 1982 | 1990 | 1999 | 2010 |
| ---- | ---- | ---- | ---- | ---- | ---- | ---- |
| 807  | 836  | 836  | 757  | 702  | 685  | 895  |

## Администрация
| Период | Период | Фамилия        | Партия | Примечания |
| ------ | ------ | -------------- | ------ | ---------- |
| 1952   | 1971   | Поль Лабо      |        |            |
| 1971   | 2014   | Жорж Домерк    |        |            |
| 2014   | 2020   | Иделет Демезон |        |            |

## Экономика
В 2010 году среди 546 человек трудоспособного возраста (15-64 лет) 367 были экономически активными, 179 — неактивными (показатель активности — 67,2 %, в 1999 году было 59,6 %). Из 367 активных жителей работали 319 человек (179 мужчин и 140 женщин), безработных было 48 (16 мужчин и 32 женщины). Среди 179 неактивных 37 человек были учениками или студентами, 77 — пенсионерами, 65 были неактивными по другим причинам.

## Достопримечательности
- Замок Беллок[фр.] (XIII век). Исторический памятник с 1997 года[4]
- Церковь Нотр-Дам

## Фотогалерея

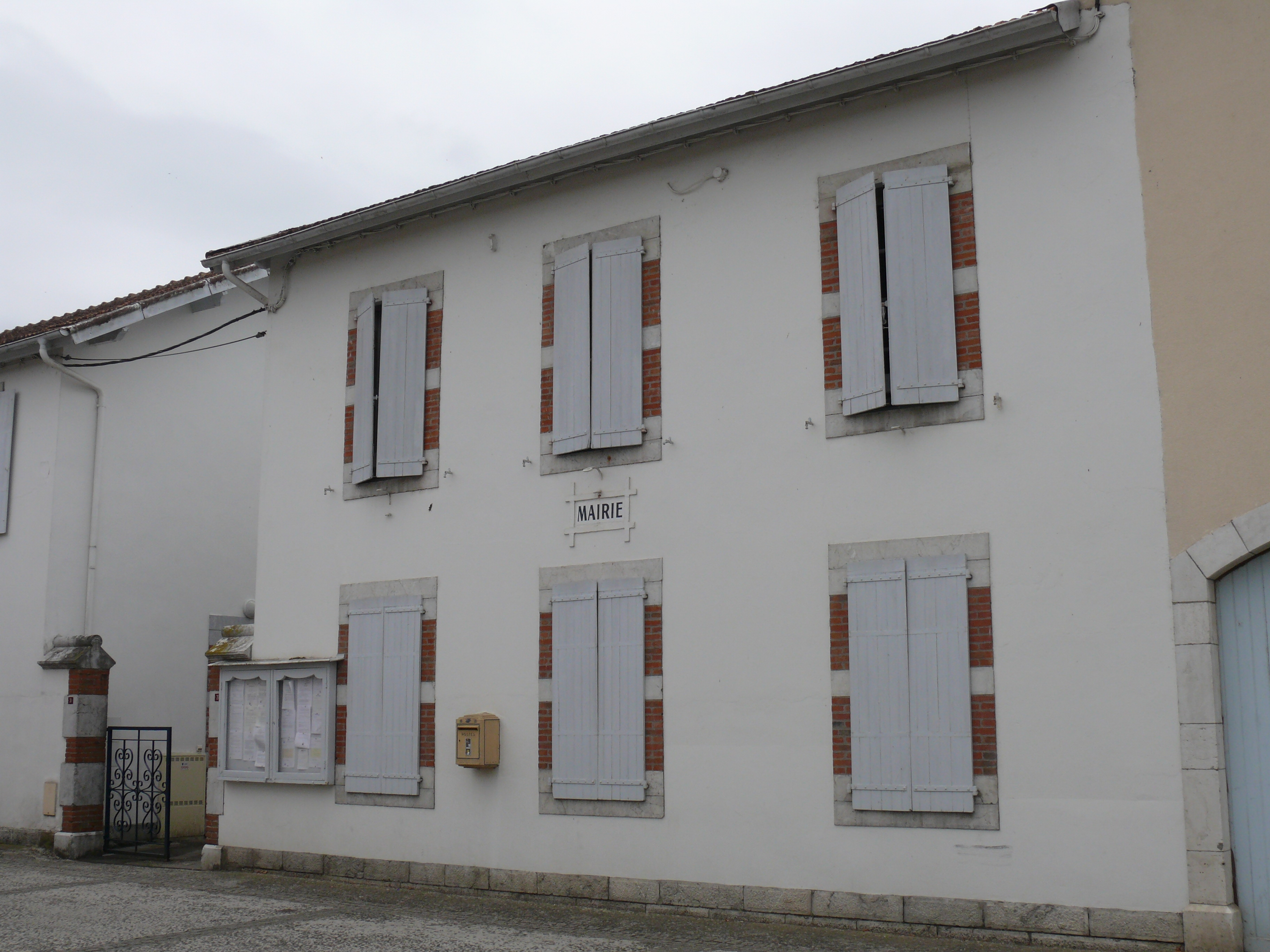
Мэрия
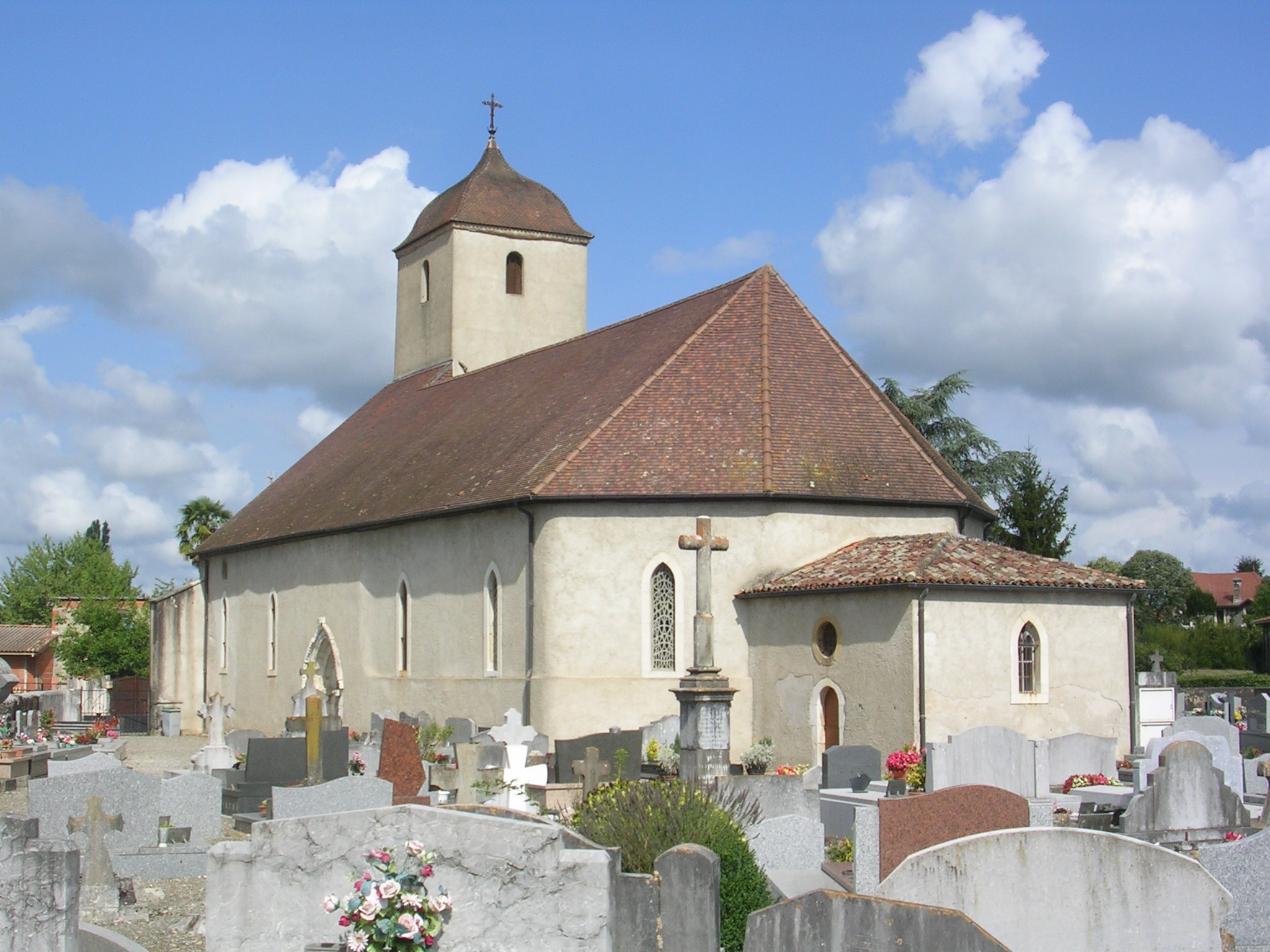
Церковь Нотр-Дам
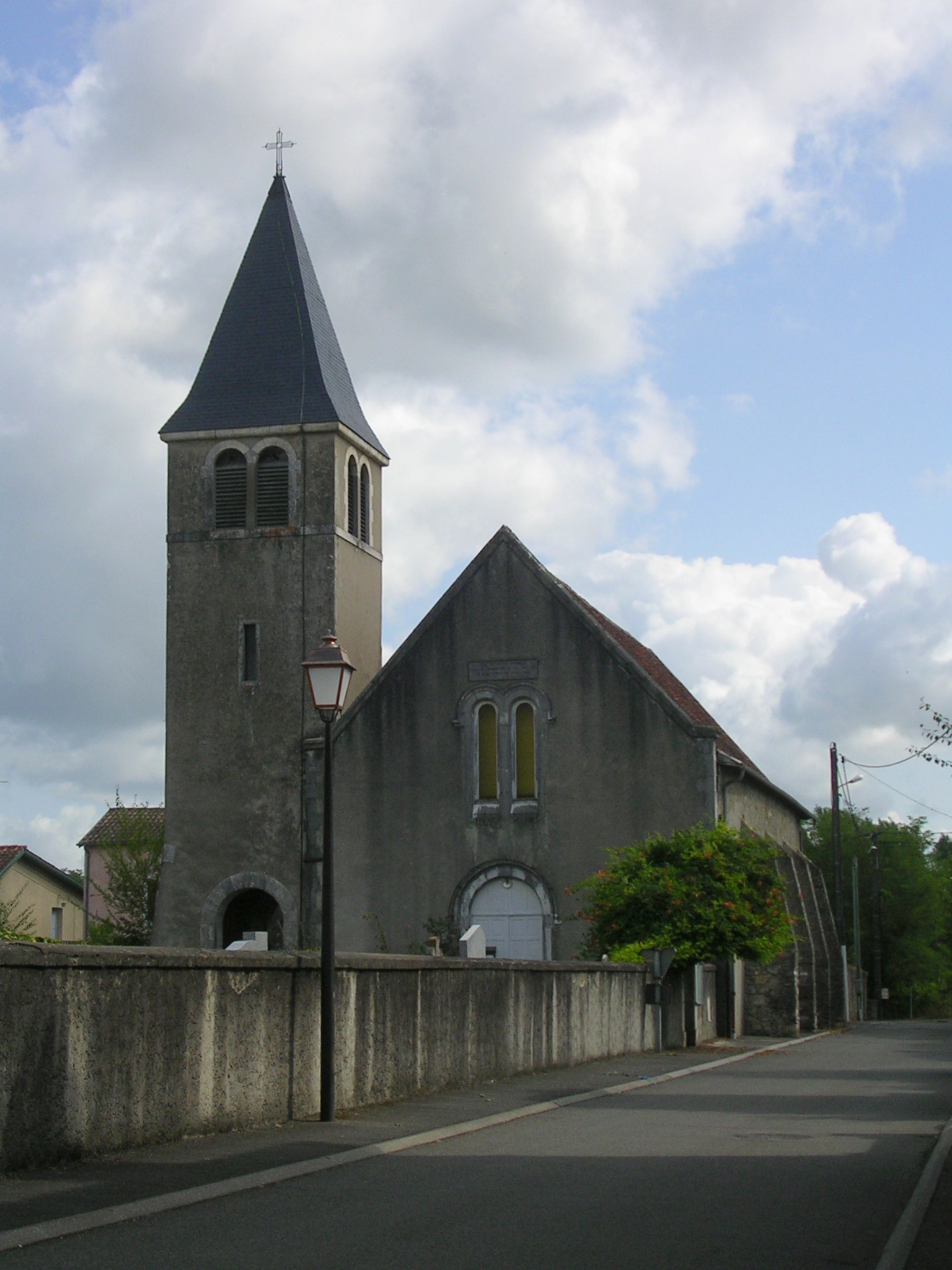
Протестантский храм
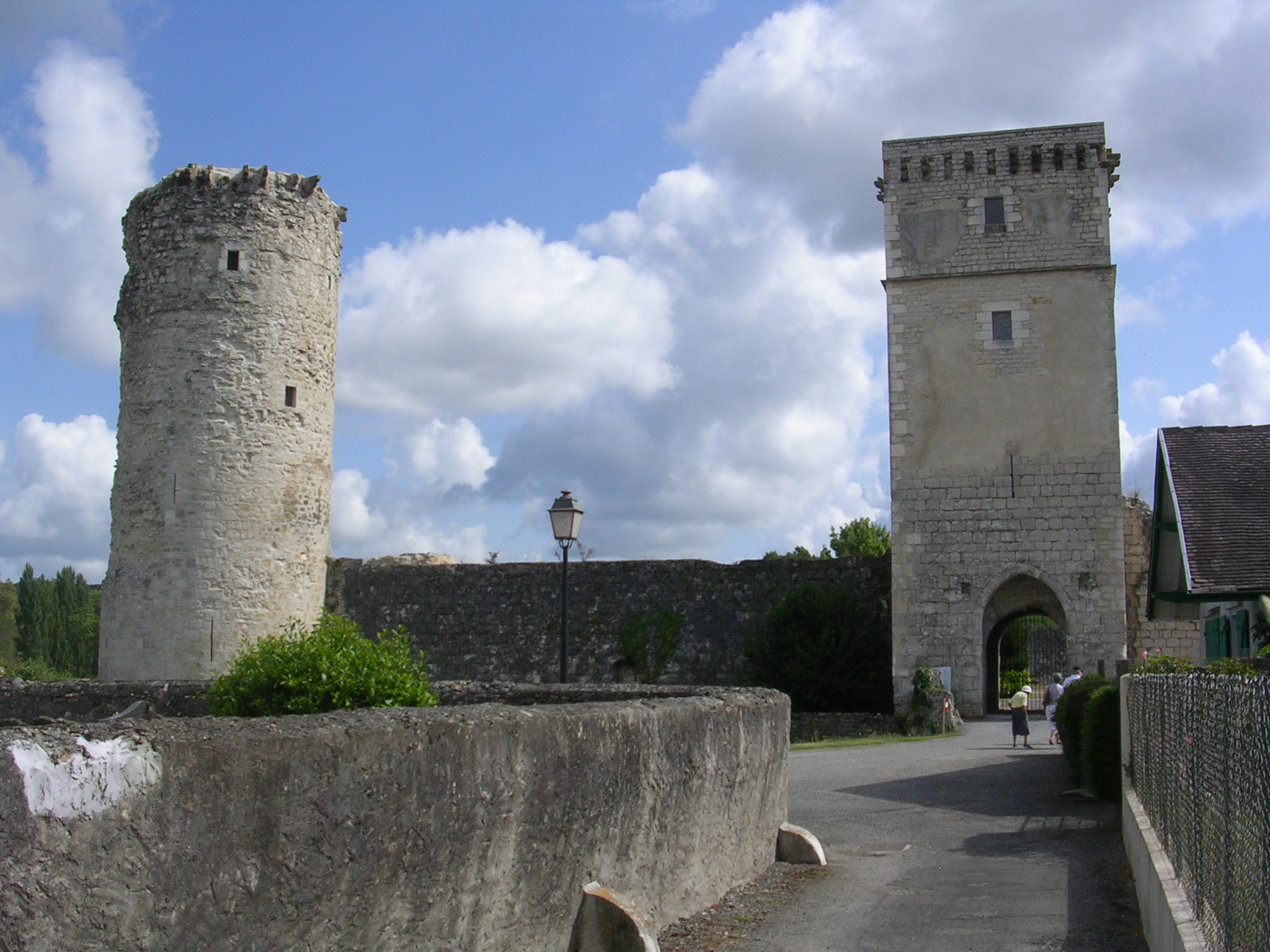
Замок Беллок
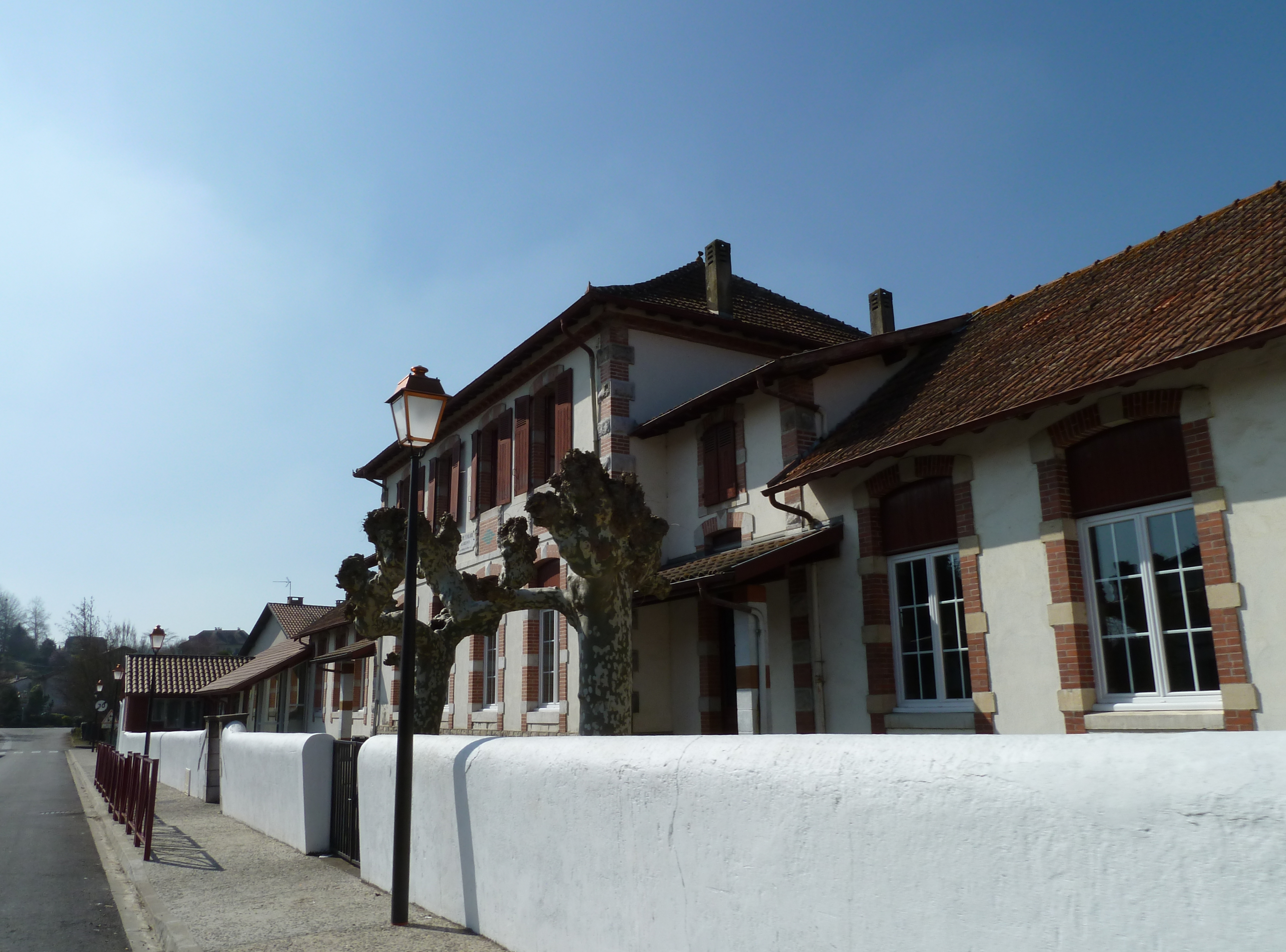
Школа